# 四宮生重郎
四宮 生重郎（しのみや せいじゅうろう、1928年（昭和3年） - 2019年（令和元年）9月15日）は、阿波おどりの踊り子として有名であった人物。徳島県徳島市出身。

## 生涯
1928年、徳島県徳島市で生まれる。阿波おどりとの出会いは旧満州から引き揚げ後の1946年で、自由奔放な踊りに魅了され、1948年に阿波おどりの有名連である「娯茶平」に入る。同じく有名連「葵連」の創設者小野正巳と「写楽踊り」の姓億政明とともに、阿波おどりの名手として「三羽ガラス」と呼ばれた。
1989年に「娯座留」連を結成。2017年より徳島中央公園の鷲の門広場で「蜂須賀まつり」を企画した。
2019年9月15日、胃癌のため徳島市内の病院で死去。91歳没。

## 追悼行事
2020年から蜂須賀まつり記念碑のある徳島中央公園鷲の門広場で追悼行事が開催されている。

## 出演
- 新日本紀行「阿波踊り考 徳島市」（日本放送協会、1970年（昭和45年））
- よみがえる新日本紀行「阿波踊り考 徳島市」（日本放送協会、2020年（令和2年）8月9日放送分）